# Zosterop dorsiverd
El zosterop dorsiverd (Zosterops xanthochroa) és un ocell de la família dels zosteròpids (Zosteropidae).

## Hàbitat i distribució
Habita boscos i clars de les terres baixes i muntanyes de Nova Caledònia, Île des Pins i Maré, a les illes de la Lleialtat.